# Hans Siburg
Hans Siburg (1893 - † 1976) est un général allemand de la Seconde Guerre mondiale. 

## Biographie
Hans Siburg naît le 24 juin 1893 à Sarrebourg en province de Rhénanie. Hans s'engage le 1er avril 1912, comme Fähnrich zur See, dans la Kaiserliche Marine, la Marine impériale allemande.  

## Première Guerre mondiale
Durant la Première Guerre mondiale, Hans Siburg sert comme pilote dans l'aviation navale. Il est promu Leutnant zur See le 22 mars 1915, peu avant d'être fait prisonnier le 5 juillet 1916 et interné dans un camp russe en Sibérie. Libéré le 16 novembre 1917, il est promu Oberleutnant zur See à Kiel, le 25 décembre 1917. 
Il termine la guerre comme officier subalterne. 

## Entre-deux-guerres
Après la guerre, Hans Siburg reste dans la marine. Il est promu Kapitänleutnant le 1er mai 1922, puis Korvettenkapitän le 1er juillet 1930. Le 1er septembre 1933, le commandant Siburg rejoint le Reichsluftfahrtministerium, le nouveau ministère de l'Air du Reich. Flieger-Vizekommodore le 1er avril 1934, il est nommé commandant de l'école des pilotes de l'Aéronavale de Warnemünde le 8 juin 1934. Le commandant Siburg est promu Oberstleutnant, lieutenant-colonel, le 1er avril 1935. Le 1er février 1936, il est détaché à Tutow, puis à Merseburg, où il est promu Oberst, colonel, le 1er avril 1936. Comme Geschwaderkommodore, il prend le commandement de l'escadron de combat n°153, le futur Kampfgeschwader 3. Le 1er septembre 1938, le colonel Siburg sert à l'état major du Luftkreiskommando VII. Le 1er novembre 1938, il prend le commandement du Kampfgeschwader 257, le 257e escadron de bombardiers. Hans Siburg est promu Generalmajor, général de brigade, dans cette unité, le 1er janvier 1939. Le 257e escadron devient le Kampfgeschwader 26 en mai 1939.

## Seconde Guerre mondiale

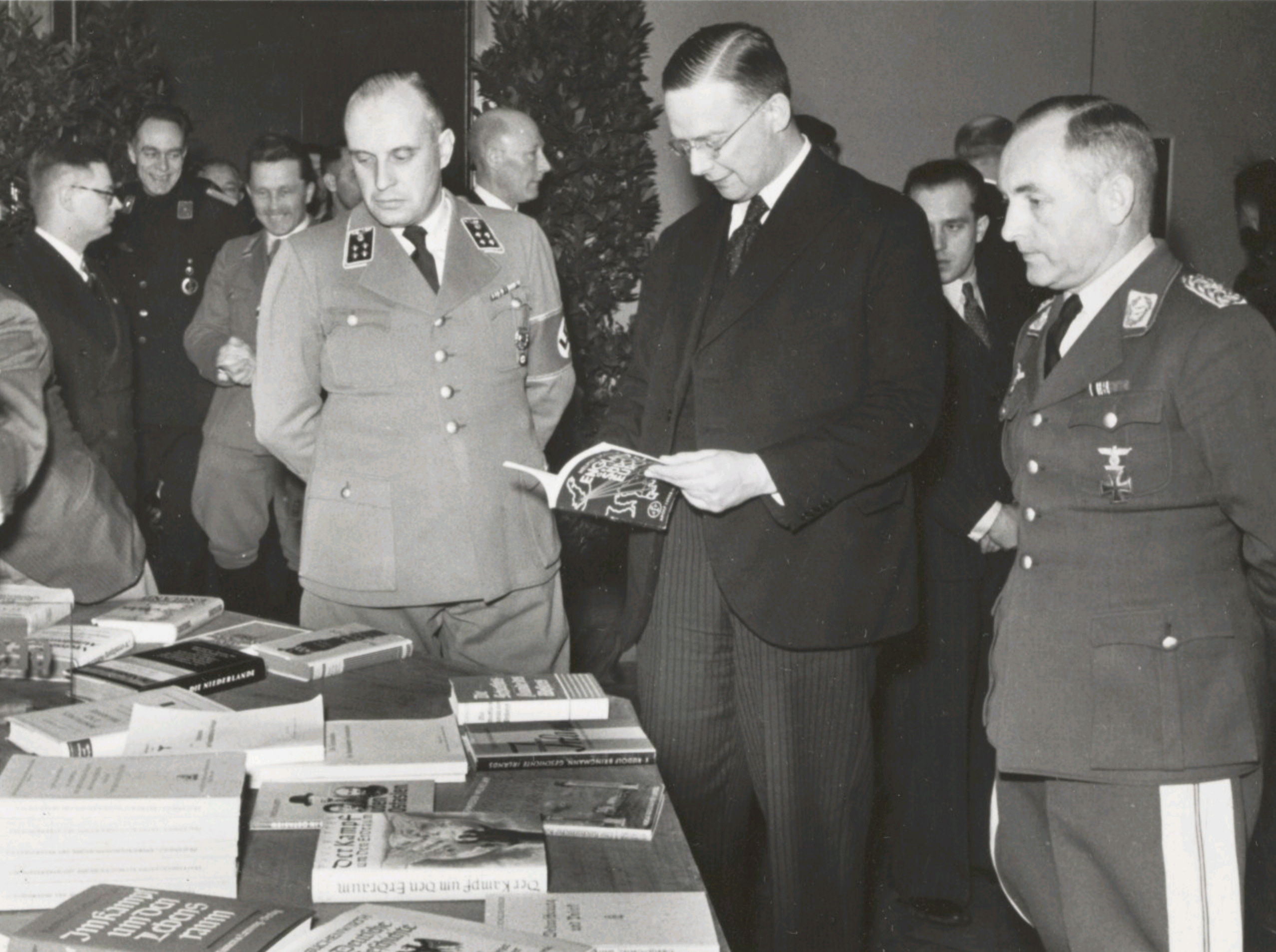
Reichskommissar Hans Böhmcker, Dr. Jan van Dam et Hans Siburg (Amsterdam, février 1942)

Lorsque la guerre éclate, le général Siburg dirige toujours le 26e escadron de bombardiers. Il participe lui-même aux opérations en Pologne, à bord d'un Heinkel He 111. Le 29 septembre 1939, il est nommé "Inspecteur" à l'Oberkommando der Luftwaffe, le Haut Commandement de l'Armée de l'air allemande. Le 1er novembre 1940, Siburg est promu Generalleutnant, général de division. Le 6 mai 1940, il prend la direction du district aérien de Norvège, où est affectée la 5e flotte aérienne. Mais le 24 juin 1940, il est nommé commandant du "Luftgau-Kommando Holland", le district aérien de Hollande. Le 1er novembre 1940, Hans Siburg est promu Generalleutnant, et le 1er avril 1942, General der Flieger, général de corps d'armée dans la Luftwaffe. Il quitte la Hollande le 6 aout 1943, pour rejoindre le ministère de l'air à Berlin. Pour ses mérites, il obtient la Deutsche Kreuz en argent, le 20 mars 1944. Mis en réserve le 1er avril 1945, le général Siburg part en captivité dans un camp britannique, le 8 mai 1945. Il sera libéré le 8 juillet 1947.  
Hans Siburg décéda le 27 février 1976, à Lunebourg, dans le Land de Basse-Saxe.

## États de service
- 12.04.1913 : Fähnrich zur See
- 22.03.1915 : Leutnant zur See
- 25.12.1917 : Oberleutnant zur See
- 01.05.1922 : Kapitänleutnant
- 01.07.1930 : Korvettenkapitän
- 01.04.1934 : Flieger-Vizekommodore
- 01.03.1935 : Oberstleutnant
- 16.03.1936 : Oberst
- 01.01.1939 : Generalmajor
- 01.11.1940 : Generalleutnant

## Distinctions
- Deutsches Kreuz in Silber: le 20.03.1944 en tant que "General der Flieger und Chef des Luftwaffen-Verwaltungsamtes".
- Eiserne Kreuz I (1914)
- Eiserne Kreuz II (1914)
- Kgl. Preuss. Abzeichen für Marine-Flugzeugführer
- Erinnerungsabzeichen des Marineflugwesens
- Ehrenkreuz für Frontkämpfer 1914/1918
- Wehrmacht-Dienstauszeichnung IV. bis I. Klasse
- Flugzeugführer-Abzeichen
- Kgl. Italien. Flugzeugführer-Abzeichen
- Spange zum Eiserne Kreuz I
- Spange zum Eiserne Kreuz II
- Kriegsverdienstkreuz II. Klasse mit Schwertern
- Kriegsverdienstkreuz I. Klasse mit Schwertern